# 茨城県道110号鉾田茨城線

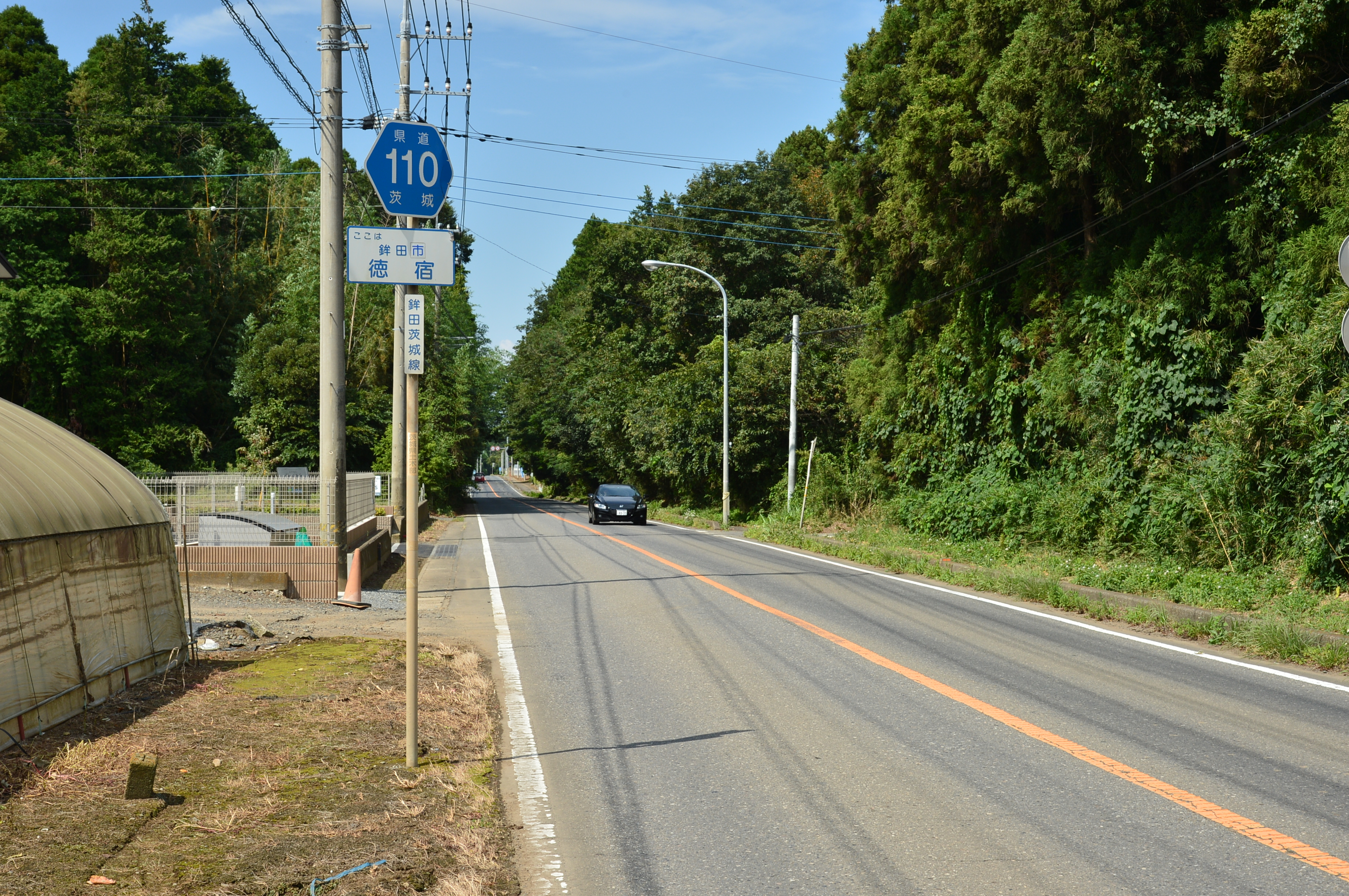
茨城県道110号鉾田茨城線
鉾田市徳宿（2017年9月）

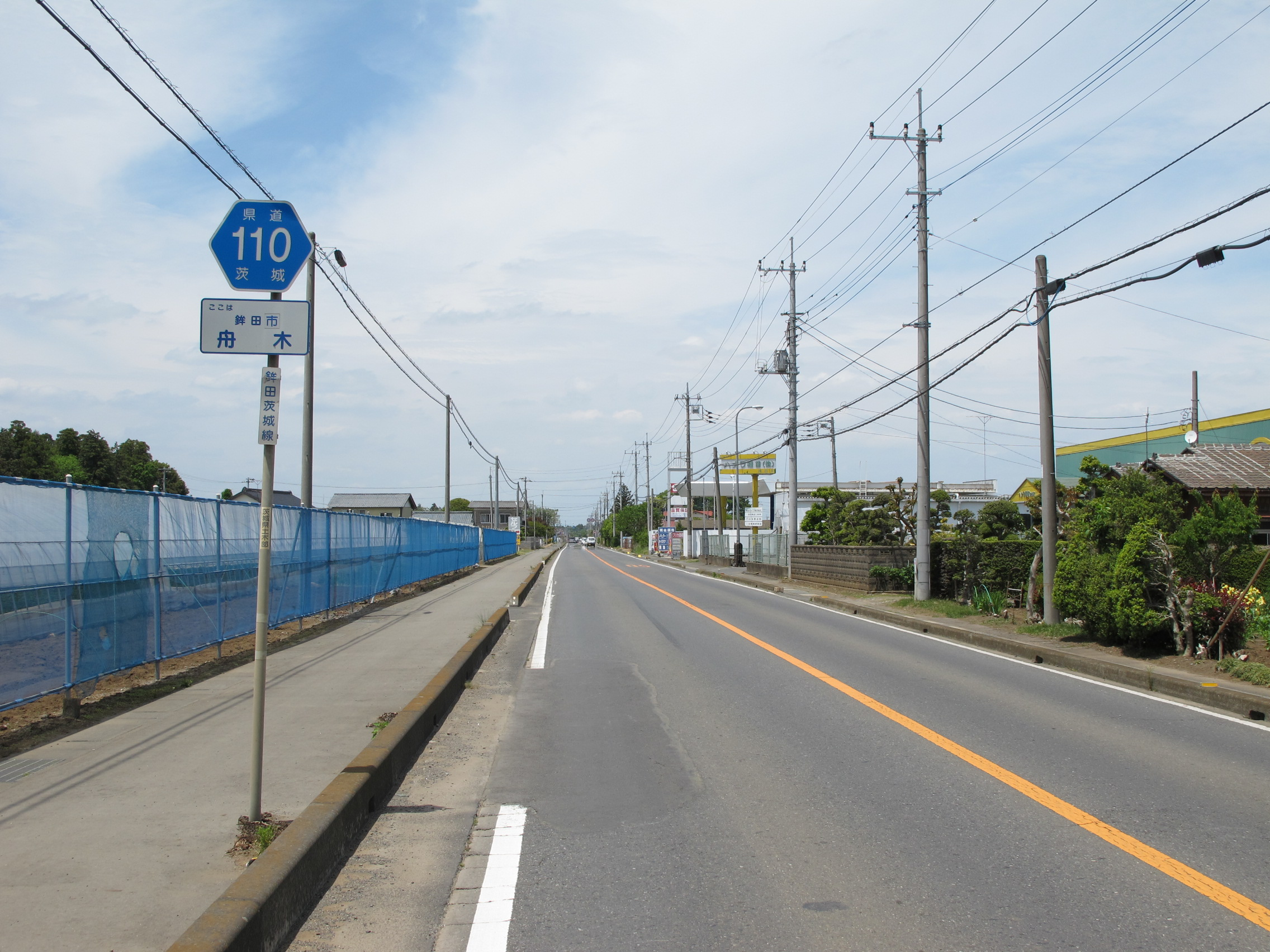
鉾田市舟木（2013年5月）

茨城県道110号鉾田茨城線（いばらきけんどう110ごう ほこたいばらきせん）は、茨城県鉾田市から東茨城郡茨城町までを結ぶ一般県道である。

## 概要

### 路線データ
- 起点：茨城県鉾田市大字飯名字ニ地内329番地先（茨城県道2号水戸鉾田佐原線交点＝飯名交差点）[1]
- 終点：茨城県東茨城郡茨城町城之内（茨城県道50号水戸神栖線交点）
- 総延長：10.619 km[2]
- 重用延長：なし[2]
- 未供用延長：なし[2]
- 実延長：10.619 km[2]
- 自動車交通不能区間延長[注釈 1]：なし[2]

## 歴史
1959年（昭和34年）10月14日、新たな県道として鹿島郡鉾田町（現：鉾田市）を起点とし、東茨城郡茨城町を終点とする区間を本路線として茨城県が県道路線認定した。
本線のほか、東関東自動車道鉾田インターチェンジのアクセスのための支線が本県道として指定されている。

### 年表
- 1920年（大正9年）4月1日：宍戸鉾田線が路線認定される。
- 1959年（昭和34年）10月14日：
  - 今の路線が路線認定される[3]。
  - 道路の区域は、鹿島郡鉾田町大字鉾田の主要地方道小川鉾田線分岐から東茨城郡茨城町大字奥谷の一級国道六号線交点までと決定された[4]。
- 1995年（平成7年）3月30日：整理番号118から現在の番号（整理番号110）に変更される[5]。
- 2001年（平成13年）1月15日：鹿島郡鉾田町大字鉾田（旧道主要地方道小川鉾田線交点） - 大字飯名（飯名交差点）の現道区間を指定解除。起点が主要地方道水戸鉾田佐原線交点に移る[1]。
- 2001年（平成13年）3月1日：鉾田町大字飯名 - 茨城町大字城之内の区間が、通行する車両の最大重量限度25トンの道路に指定される[6]。
- 2013年（平成25年）6月3日：鉾田市飯名の東関東自動車道鉾田インターチェンジ (IC) 取付道路の一部（500 m）の道路区域を指定[7]。
- 2018年（平成30年）2月3日：東関東自動車道 鉾田インターチェンジ開通に伴い、鉾田市飯名 - 同市秋山の茨城県道18号と連絡する取付け道路（約350 m）を供用開始[8]。
- 2019年（令和元年）7月31日：鉾田市秋山（茨城県道18号交点）から同市飯名（鉾田IC）を、通行する車両の高さの最高限度4.1 mの道路、および国際コンテナ車[注釈 2]の重量・長さ上限を引き上げる道路に指定[9]。
- 2021年（令和3年）6月14日：鉾田市飯名字新里道 - 同市飯名字狭間（1.573 km）の鉾田ICアクセス道路（バイパス）を延伸する道路区域を指定[10]。

## 路線状況
全線2車線（片側1車線）で、直線的な見通しの良い道が続き快適に走ることができる。起点から鉾田市秋山までの低地部の区間は緩いカーブが続き、やや見通しが悪い。鉾田市 - 茨城町の地域間を結ぶ現道の他に、東関東自動車道 鉾田ICと連絡するバイパス道路が計画されており、その一部である鉾田IC - 茨城県道18号茨城鹿島線間を暫定供用している。
道路法の規定に基づき、以下の区間は緊急輸送道路として機能を維持するため、災害発生時の被害拡大防止を目的に道路用地内に新たに電柱を建てることが制限されている。
- 鉾田市飯名（県道茨城鹿島線交差） - 鉾田市飯名（東関東自動車道 鉾田IC）[11][12]

## 地理
起点・飯名 - 秋山間は段丘部沿いに延びる低地部にあり、カーブがあって見通しは悪い。秋山の段丘部が坂道となり、終点・茨城町城之内まで鹿島台地上の平坦で真っ直ぐ伸びる道路が続く。道路周辺は田畑や平地林が広がっており、住宅が点在する。

### 通過する自治体
- 茨城県
  - 鉾田市 - 東茨城郡茨城町

### 交差する道路
- 茨城県道116号鹿田玉造線（鉾田市舟木）